# Azubiticket
Ein Azubiticket ist eine im Preis ermäßigte Zeitkarte zur Nutzung öffentlicher Verkehrsmittel durch Auszubildende. Üblicherweise handelt es sich dabei um ein Jahresabonnement, seltener um eine Monatskarte. Zum Teil handelt es sich dabei um Zeitkarten, die auch von Schülern, Freiwilligendienstleistenden  und (seltener) von Studenten erworben werden können. In Baden-Württemberg, Bayern, Hamburg, Mecklenburg-Vorpommern und dem Saarland können Auszubildende ermäßigte Varianten des Deutschlandtickets erwerben, in Niedersachsen ist dies geplant.
In Österreich sind Jahreskarten für Lehrlinge identisch mit den Schülertickets des jeweiligen Bundeslandes. Daher sind sie auch nur bis zum 24. Lebensjahr erhältlich (außer in Vorarlberg, wo eine abweichende Regelung gilt).

## Azubitickets nach Bundesländern (Deutschland)

### Baden-Württemberg
Die Landesregierung Baden-Württembergs führte zum 1. März 2023 das JugendTicketBW ein, ein 365-Euro-Jahresticket für alle jungen Menschen bis zum 21. Geburtstag sowie für Schüler, Auszubildende, Freiwilligendienstleistende und Studenten bis zum 27. Geburtstag. Voraussetzung ist ein Wohnsitz oder ein Schul- bzw. Hochschulstandort in Baden-Württemberg. Das JugendticketBW galt in allen Bussen und Bahnen des öffentlichen Nahverkehrs in Baden-Württemberg.
Im Dezember 2023 wurde das Jugendticket BW durch das D-Ticket JugendBW zu denselben Konditionen abgelöst. Das D-Ticket JugendBW kostet seit 2025 39,42 Euro.
In Tübingen wird das D-Ticket JugendBW für Einwohner Tübingens von der Stadt gefördert (Deutschlandticket JugendBW Tübingen) und kostet daher nur 31 Euro im Monat.

### Bayern
Im September 2023 wurde in Bayern eine für Auszubildende auf 29 Euro im Monat ermäßigte Variante des Deutschlandtickets eingeführt. Anspruch darauf haben Auszubildende, die Berufsschulen oder vergleichbare Bildungseinrichtungen in Bayern besuchen oder ihren Hauptwohnsitz in Bayern haben. Seit 2025 beträgt der Preis 38 Euro im Monat.
Unabhängig davon gibt es in Bayern zahlreiche 365-Euro-Tickets für Azubis, etwa im Verkehrsverbund Großraum Nürnberg, die jeweils verbundweit gelten.
- In Aschaffenburg gibt es für Schüler und Auszubildende das 12€-Ticket. Es gilt nur im Stadtgebiet von Aschaffenburg.[6]

### Berlin und Brandenburg
Der Verkehrsverbund Berlin-Brandenburg führte zum 1. August 2019 ein in Berlin und Brandenburg geltendes verbundweites Jahresticket für Auszubildende zum Preis von zunächst 365 Euro ein (Preis bei Einmalzahlung), das VBB-Abo Azubi. Zuletzt kostete es 34,50 Euro pro Monat.
Das Angebot läuft 2025 aus, d. h., es werden keine neuen Verträge mehr abgeschlossen. Bis zum Jahresende 2024 abgeschlossene Abonnements behalten weiter ihre Gültigkeit. Als Nachfolgeangebot soll ein ermäßigtes Deutschlandticket für Azubis eingeführt werden. Dies wurde bisher (Stand Juni 2025) nicht umgesetzt.

### Bremen
In Bremen, Bremerhaven und dem Umland gibt es das TIM-Ticket, ein Abonnementticket für Auszubildende, das im gesamten Verkehrsverbund Bremen/Niedersachsen gültig ist und 30 Euro im Monat kostet.

### Hamburg
Im Hamburger Verkehrsverbund erhalten Auszubildende das hvv Deutschlandticket für Azubis für 34,80 Euro. Bei dualer Ausbildung ist die Voraussetzung dafür, dass der Arbeitgeber einen Jobticket-Vertrag hat und einen Zuschuss  zum hvv Deutschlandticket für Azubis zahlt. Berechtigte für den Sozialrabatt der Stadt Hamburg (z. B. Empfänger von Bürgergeld) erhalten das hvv Deutschlandticket für Azubis kostenlos.

### Hessen
Auszubildende mit Wohnort oder Ausbildungsstandort in Hessen erhalten das Schülerticket Hessen für 379 Euro im Jahr (Preis bei Einmalzahlung). Das Ticket gilt in Hessen und angrenzenden Gebieten wie etwa Mainz.

### Mecklenburg-Vorpommern
Am 1. Februar 2021 wurde ein Azubiticket eingeführt. Das Ticket galt zunächst landesweit in Mecklenburg-Vorpommern. Seit Mai 2023 wird das Azubiticket als ermäßigtes Deutschlandticket für 29 Euro im Monat angeboten. Seit 2025 beträgt der Preis 38 Euro.

### Niedersachsen
Ein ermäßigtes Deutschlandticket für Auszubildende und Schüler zum Preis von 29 Euro sollte ursprünglich zum Schuljahreswechsel 2024/2025 eingeführt werden. Der Landesschülerrat Niedersachsen kritisierte im Mai 2024 die fehlende Umsetzung dieses Vorhabens. Das Verkehrsministerium teilte im Oktober 2024 mit, dass das Ticket auch 2025 nicht eingeführt werde.  Im Juni 2025 teilte das Verkehrsministerium mit, es plane die Einführung eines ca. 46 Euro kostenden ermäßigten Deutschlandtickets.
- In Braunschweig gibt es die Schüler-Monatskarte Braunschweig, die auch von Auszubildenden erworben werden kann. Sie kostet 20 Euro im Monat. Ihre Gültigkeit beschränkt sich auf das Stadtgebiet von Braunschweig. Die Schüler-Monatskarte Braunschweig  ist auf den Pilotzeitraum vom 1. August 2020 bis 31. Dezember 2025 begrenzt.[20]
- Im Landkreis Cloppenburg befindet sich ein Schüler- und Azubiticket in Planung. Es soll max. 30 Euro im Monat kosten.[21]
- Im Landkreis Emsland wurde mit Beginn des Schuljahres 2022/23 das Emsland-Jugendticket eingeführt. Während Schüler es kostenlos erhalten, zahlen Auszubildende einen Eigenanteil von 48 Euro im Monat bzw. 288 Euro im Jahr. Es gilt in den Bussen des Landkreises, jedoch nicht im Schienenverkehr.[22]
- Im Landkreis Grafschaft Bentheim wurde zum 1. August 2025 das Schüler-Azubi-Ticket eingeführt. Dabei handelt es sich um auf 30 Euro vergünstigtes, aber vollwertiges Deutschlandticket.[23]
- In der Region Hannover gibt es die im gesamten ÜSTRA-Tarifgebiet  gültige Jugendnetzkarte für 18 Euro im Monat. Auszubildende können sie bis zum Alter von einschließlich 22 Jahren erwerben.[24] Weiterhin gibt es ab September 2025 das Deutschlandticket Hannover Jugend, welches deutschlandweit gilt und 30,40 Euro im Monat kostet. Es kann ebenfalls von Auszubildenden bis zum Alter von 22 Jahren mit Hauptwohnsitz in der Region Hannover genutzt werden.[25] Ab September 2025 gibt es auch ein vergünstigtes Deutschlandticket für Auszubildende, das Deutschlandticket Hannover Job Azubi, welches 13 Euro im Monat kostet. Es ist nur bei teilnehmenden Unternehmen erhältlich. Für dieses Ticket gibt es keine Altersbegrenzung.[26]
- Im Landkreis Leer wurde mit Beginn des Schuljahres 2022/23 das Jugendticket eingeführt. Auszubildende erhalten es als Monatskarte für 54,10 Euro oder als Jahresabonnement für 432 Euro. Es gilt in den Bussen des Verkehrsverbund Ems-Jade.[27]
- Im Verkehrsverbund Süd-Niedersachsen gibt es das verbundweit gültige JugendTicket, das von Azubis, Schülern und Freiwilligendienstleistenden genutzt werden kann. Das JugendTicket ist nur als Jahresabonnement erhältlich. Nutzer erhalten immer die Karten für drei Monate, die im Voraus zu bezahlen sind. Es kostet 30 Euro/Monat.[28]
- Im Landkreis Lüchow-Dannenberg zahlen Azubis für ein Azubiticket für alle Zonen 30 Euro/Monat.[29]

### Nordrhein-Westfalen
- Aachener Verkehrsverbund: Es gibt die Monatskarte Azubi-Ticket und das Azubi-ABO. Sie kosten 91,70 bzw. 77,45 Euro. Sie gelten im gesamten AVV-Netz.[30]
- Hamm: Seit August 2023 erhalten Schüler und Auszubildende mit Wohnsitz in Hamm kostenlos das im Stadtgebiet gültige Maxiticket.[31]
- Verkehrsverbund Rhein-Ruhr: Hier gab es das YoungTicketPLUS. Es wurde zu März 2025 eingestellt.[32]
- Verkehrsverbund Rhein-Sieg: Der VRS bietet ein AzubiTicket an. Es gilt verbundweit und kostet 80,70 Euro monatlich. Ein Fahrrad und eine weitere Person können an Werktagen ab 19 Uhr, am Wochenende ganztägig mitgenommen werden.[33]
- Westfalentarif: Im Bereich des Westfalentarifs gibt es das AzubiAbo Westfalen. Es kostet 71 Euro im Monat und gilt im Tarifraum des Westfalentarifs.[34]

### Rheinland-Pfalz
In Mainz wurde am 1. September 2022 ein 365-Euro-Ticket für Schüler und Auszubildende eingeführt, die CleverCard. Die CleverCard ist im gesamten Verkehrsverbund Mainz-Wiesbaden gültig. In den hessischen Schulferien (inklusive letztem Schultag und dem Wochenende nach den Ferien) gilt sie im gesamten Verbundraum des Rhein-Main-Verkehrsverbundes. Voraussetzung ist ein Wohnsitz in Mainz, Wackernheim oder Zornheim und ein Ausbildungsstandort in Mainz.

### Saarland
Am 1. Mai 2023 wurde unter dem Namen Junge-Leute-Ticket ein ermäßigtes Deutschlandticket für Auszubildende sowie Schüler und Freiwilligendienstleistende eingeführt. Voraussetzung ist neben dem Status als Schüler, Auszubildender oder Freiwilligendienstleistender ein Wohnsitz im Saarland. Das Ticket kostet 39,40 Euro – die restlichen 18,60 Euro schießt das Land zu.

### Sachsen
In Sachsen gab es das AzubiTicket Sachsen. Es kostete 48 Euro für einen Verbundraum. Weitere Verbundräume konnten für 5 Euro pro Verbundraum dazugekauft werden, so dass das Ticket für 68 Euro in ganz Sachsen und im Verbundraum des Mitteldeutschen Verkehrsverbundes, der z. T. in Sachsen-Anhalt und Thüringen liegt, genutzt werden konnte.
Das Ticket wurde zum 31. Juli 2024 eingestellt.

### Schleswig-Holstein
- In Flensburg gibt es die Monatskarte für Schüler & Auszubildende. Sie kostet 41,60 Euro im Monat, im Abonnement 36,62 Euro, und gilt in der Zone Flensburg.[39]

### Thüringen
In Thüringen gibt das Azubi-Ticket Thüringen. Mit der Einführung des Deutschlandtickets im Mai 2023 wurde die Bezuschussung des Azubi-Ticket Thüringen durch die Landesregierung abgeschafft, so dass es aktuell 233,09 Euro im Monat kostet.

## Azubitickets nach Bundesländern (Österreich)
Nach österreichischem Recht erhält der Lehrling im Rahmen der Schülerfreifahrt einen Freifahrtausweis mit Foto, der die Benutzung nur der für den Weg zum Ausbildungsort benötigten Verbindung erlaubt. Dieser Freifahrtausweis kostet einen jährlichen Eigenanteil von 19,60 Euro. Er kann aber oft durch Aufzahlung in eine Jahreskarte für das gesamte lokale Streckennetz umgewandelt werden. Die weitere Aufzählung befasst sich mit diesen Jahreskarten, in deren Preis die 19,60 Euro Eigenanteil jeweils bereits enthalten sind. Genau wie die beschriebene Schülerfreifahrt beschränkt sich die Gültigkeit dieser Tickets auf Lehrlinge bis zum 24. Lebensjahr.

### Kärnten
In Kärnten gibt es das JUGEND.mobil-Ticket. Es kostet 125 Euro und ist 12,5 Monate gültig.

### Oberösterreich
Hier gibt es das OÖVV Jugendticket-Netz. Es kostet 95 Euro und ist 13 Monate gültig.

### Ostregion (Burgenland, Niederösterreich, Wien)
In der Ostregion gibt es das Top-Jugendticket. Damit kann der ÖPNV in allen drei Bundesländern an allen Tagen benutzt werden. Es kostet 88,60 Euro und ist 12,5 Monate gültig.

### Salzburg
In Salzburg gibt es die SUPER s’COOL-CARD. Sie ist 12 Monate gültig und kostet 96 Euro.

### Steiermark
Hier gibt es das Top-Ticket Schüler*innen & Lehrlinge. Es kostet 140 Euro und ist 13 Monat gültig.

### Tirol
In Tirol gibt es das Lehrticket Tirol. Es kostet 99,80 Euro und ist 12 Monate lang gültig.

### Vorarlberg
Hier gibt es das LehrlingsPlus. Es gilt 12 Monate lang und kostet für eine Tarifzone (domino) 43 Euro, für ganz Vorarlberg 105 Euro. Das Ticket kann anders als sonst in Österreich auch von Lehrlingen bezogen werden, die das 24. Lebensjahr schon erreicht haben.

## Liechtenstein
Der Landtag hat im Juni 2024 beschlossen, dass ab dem Schuljahr 2025/2026 alle in Liechtenstein wohnhaften Schüler und Auszubildenden ein kostenloses Jahresabo (Bildungsabo) für den öffentlichen Verkehr mit LIEmobil erhalten. 
Das Bildungsabo gilt an 365 Tagen im Jahr auf dem gesamten Netz des Verkehrsbetrieb LIECHTENSTEINmobil sowie bis Sargans Bahnhof, Sevelen Post, Buchs Bahnhof, Sennwald Post und Feldkirch Bahnhof.